# 汕尾 (臺灣)
汕尾，是臺灣高雄市林園區的一個傳統地域名稱，位於該區東南部。相較於今日行政區，其範圍大致包括五福里東南半葉的南部邊界地帶、北汕里、中汕里、西汕里、東汕里。

## 歷史
台灣日治初期，汕尾地區為一街庄，稱為「汕尾庄」，隸屬於小竹下里。昔日該庄北與溪洲庄為鄰，東隔淡水溪（今高屏溪）與五房洲庄為界，南邊臨臺灣海峽，西邊為中芸庄。
1901年（日治明治三十四年）11月，全台設置二十廳，該庄隸屬於鳳山廳。1903年（明治三十六年）6月，該庄編入「中芸區」，隸屬於鳳山廳。1909年（明治四十二年）10月，合併二十廳為十二廳，中芸區改隸屬於臺南廳。1920年（大正九年）10月，廢十二廳改設五州二廳，該庄改制為「汕尾」大字，隸屬於高雄州鳳山郡林園庄。
戰後林園庄改制為林園鄉，隸屬於高雄縣，大字亦改制為村。1950年10月，高、屏分治，林園鄉仍隸屬於高雄縣。2010年12月25日，因高雄縣市合併，林園鄉改制高雄市林園區，村亦改制為里。

## 聚落
本地區發展較早的聚落為中汕（汕尾），在日治期初期的官方地圖上已有記載。

## 交通
區道高89線是林園至汕尾的道路。

## 學校
- 汕尾國小